# タンディ・ニュートン
タンディウェ・”タンディ”・ニュートン（Thandiwe "Thandie" Newton OBE、本名：Thandiwe Adjewa Newton、1972年11月6日 - ）は、イギリスの女優。2021年より本名タンディウェ（Thandiwe）の名で活動している。

## プロフィール

### 来歴
父親は白人のイギリス人、母親はジンバブエのショナ族の出。出生地はザンビアであると誤って伝えているものもあるが、実際は彼女の両親が旅行で滞在していたロンドン生まれである.。本名のThandiweは、北ンデベレ語、ズールー語、コサ語、スワジ語で『最愛なるもの』を意味し、英語ではBelovedと訳されるが奇遇にも彼女が主演したジョナサン・デミ監督作「愛されし者」Belovedの役名でもある。。政情不安のために5歳のときにイギリスに移住し、11歳までコーンウォールで育った。ダンサーを目指していたが怪我で断念。

### キャリア
オーディションに合格したことから1991年に『ニコール・キッドマンの恋愛天国』 (Flirting) で映画デビュー（ビデオ題は後にスターとなったニコール・キッドマンの名で売られているが、主演はニュートン）。その後ロサンゼルスに移るが、仕事が得られず、イギリスに帰国。帰国後にケンブリッジ大学に進学し、人類学を学んだ。
1995年にジェームズ・アイヴォリー監督の『ジェファソン・イン・パリ/若き大統領の恋』で後の大統領トマス・ジェファソンの子供を身籠った女奴隷サリー・ヘミングスを演じて注目される。以来、ジョナサン・デミ、ベルナルド・ベルトルッチらが主演に起用。以前に共演したニコール・キッドマンの推薦で『ミッション:インポッシブル2』のヒロイン役に抜擢された。
2003年から2005年までテレビシリーズ『ER緊急救命室』にジョン・カーター（ノア・ワイリー）の恋人ケム役で13回ゲスト出演（2009年に1話だけ再登場）。
2005年公開の『クラッシュ』での演技が評価され、英国アカデミー賞 助演女優賞、ロンドン映画批評家賞と雑誌の映画賞エンパイア賞の助演女優賞などを受賞した。
2011年はロンドンのハロルド・ピンター劇場で再演されたアリエル・ドーフマン作《死と乙女》のヒロインでウェストエンド・デビューを飾った。
2018年には『ウエストワールド』でエミー賞助演女優賞（ドラマシリーズ部門）を受賞した。

### 私生活
1998年に監督・脚本家のオル・パーカーと結婚。2000年に長女リプリーを、2004年に次女ニコを出産。2022年にパーカーとの別居が報じられた。
仏教徒である。
2018年には大英帝国勲章第4等OBEを叙勲した。
「＃MeToo」や「Time's Up」の以前からハリウッドにおける性暴力やセクシャル・ハラスメントに関して長年の間、告発を行ってきたことで知られる。

## 備考
- 映画『グリッドロック』ではこの作品が遺作となった2パックと共演し、サウンドトラックに"Eight Mile Road"という名義で"Life Is A Traffic Jam"という曲を歌っている。
- 日本ではサンディ・ニュートンと標記されることがあるが、それは誤りで、本人もタンディ(本名はThandiwe/タンディウェ)と発音するように度々メディアに要請している。
- 次女のニコ・パーカーは2019年にティム・バートン監督の『ダンボ』で女優デビューした[13][14]。

## フィルモグラフィ

### 映画
| 年   | 題名                                                                                  | 役名                           | 備考                                                                   | 吹き替え                                        |
| ---- | ------------------------------------------------------------------------------------- | ------------------------------ | ---------------------------------------------------------------------- | ----------------------------------------------- |
| 1991 | ニコール・キッドマンの恋愛天国 Flirting                                               | Thandiwe Adjewa                | 日本劇場未公開                                                         |                                                 |
| 1993 | プレイデッド The Young Americans                                                      | レイチェル・スティーヴンス     |                                                                        | 小林優子                                        |
| 1994 | インタビュー・ウィズ・ヴァンパイア Interview with the Vampire: The Vampire Chronicles | イヴェット                     | 岡村明美（ソフト版） 水谷優子（フジテレビ版） 石塚理恵（テレビ東京版） |                                                 |
| 1995 | ジェファソン・イン・パリ/若き大統領の恋 Jefferson in Paris                            | サリー・ヘミングス             | （吹き替え版なし）                                                     |                                                 |
| 1996 | 妻の恋人、夫の愛人 The Leading Man                                                    | ヒラリー                       |                                                                        |                                                 |
| 1997 | グリッドロック Gridlock'd                                                             | クッキー                       | 本田貴子                                                               |                                                 |
| 1998 | シャンドライの恋 Besieged                                                             | シャンドライ                   | 谷川清美                                                               |                                                 |
| 1998 | 愛されし者 Beloved                                                                    |                                | 日本劇場未公開                                                         |                                                 |
| 2000 | ミッション:インポッシブル2 Mission: Impossible II                                     | ナイア・ホール                 |                                                                        | 石塚理恵（ソフト版） 斎藤恵理（テレビ朝日版）   |
| 2002 | シャレード The Truth About Charlie                                                    | レジーナ・ランバート           | 佐々木優子                                                             |                                                 |
| 2003 | シェイド Shade                                                                        | ティファニー                   | 田中敦子                                                               |                                                 |
| 2004 | リディック The Chronicles of Riddick                                                  | デイム・ヴァーコ               | 坪井木の実                                                             |                                                 |
| 2004 | クラッシュ Crash                                                                      | クリスティン                   | 英国アカデミー賞助演女優賞 受賞                                        | 田中敦子                                        |
| 2006 | 幸せのちから The Pursuit of Happyness                                                 | リンダ                         |                                                                        | 石塚理恵（ソフト版） 杉田かおる（日本テレビ版） |
| 2007 | マッド・ファット・ワイフ Norbit                                                       | ケイト                         | 日本劇場未公開                                                         | 斎藤恵理                                        |
| 2007 | ラン・ファットボーイ・ラン 走れメタボ Run Fatboy Run                                  | リビー                         | 日本劇場未公開                                                         | （吹き替え版なし）                              |
| 2008 | ロックンローラ RocknRolla                                                             | ステラ                         |                                                                        | 甲斐田裕子                                      |
| 2008 | ブッシュ W.                                                                           | ライス国務長官                 | 清和祐子                                                               |                                                 |
| 2009 | 2012                                                                                  | ローラ・ウィルソン             | 藤貴子                                                                 |                                                 |
| 2010 | リセット Vanishing on 7th Street                                                      | ローズマリー                   | 東條加那子                                                             |                                                 |
| 2011 | リトリート・アイランド Retreat                                                        | ケイト                         | 日本劇場未公開                                                         | （吹き替え版なし）                              |
| 2018 | グリンゴ/最強の悪運男 Gringo                                                          | ボニー・ソインカ               |                                                                        | （吹き替え版なし）                              |
| 2018 | ハン・ソロ/スター・ウォーズ・ストーリー Solo: A Star Wars Story                       | ヴァル                         | 山像かおり                                                             |                                                 |
| 2018 | ジョン・F・ドノヴァンの死と生 The Death & Life of John F. Donovan                     | オードリー・ニューハウス       | （吹き替え版なし）                                                     |                                                 |
| 2021 | レミニセンス Reminiscence                                                             | エミリー・“ワッツ”・サンダース | [ 16 ]                                                                 | 浅野まゆみ                                      |
| 2022 | オールド・ナイフ 〜127便の真実〜 All the Old Knives                                   | シリア・ハリソン               | [ 17 ]                                                                 | 斎藤恵理                                        |
| 2023 | チキンラン: ナゲット大作戦 Chicken Run: Dawn of the Nugget                            | ジンジャー                     | 声の出演                                                               |                                                 |
| 2024 | ライオン・キング:ムファサ Mufasa: The Lion King                                       | エシェ                         | 声の出演                                                               | 塩田朋子                                        |
| 2025 | Anaconda                                                                              | TBA                            |                                                                        | TBA                                             |

### テレビシリーズ
| 放映年    | 題名                                               | 役名                       | 備考          | 吹き替え |
| --------- | -------------------------------------------------- | -------------------------- | ------------- | -------- |
| 2003-2009 | ER緊急救命室 ER                                    | マケンバ・リカス           | 計14話出演    | 朴璐美   |
| 2016-2022 | ウエストワールド Westworld                         | メイヴ・ミレイ             | 計36話出演    | 藤貴子   |
| 2017      | ライン・オブ・デューティ 汚職特捜班 Line of Duty   | ロズ・ハントリー           | 計6話出演     |          |
| 2022-2023 | ヒューマン・リソース・モンスターズ Human Resources | Mona the Hormone Monstress | 計9話声の出演 |          |